# 蒼きウル
『蒼きウル』（あおきウル）は、ガイナ（旧・福島ガイナックス）が、2022年までの公開を目指して制作するとされていた日本のアニメ映画。
アニメ制作会社ガイナックスの山賀博之が中心となって1990年代に企画したものの、未完に終わった。1987年公開のアニメ映画『王立宇宙軍 オネアミスの翼』の続編にあたる。同社は2013年に再度制作発表したが、経営環境が激変するなか、制作に関する具体的な動きがないまま経過。2018年、かつての子会社であるガイナが同社に代わって制作を手がけると発表した。2022年までに全世界公開することを目標としていたが、その後も制作に関する具体的な動きはない。

## 経緯

### 1990年代
『王立宇宙軍 オネアミスの翼』の制作を目的に1984年に設立されたアニメ制作会社ガイナックスは、1990年に放映されたテレビアニメシリーズ『ふしぎの海のナディア』の成功を受け、同作の劇場版を制作して翌1991年に公開したものの、興行成績は不振に終わり、制作資金の回収が急務となっていた。さらに1992年には創業以来代表取締役を務めていた岡田斗司夫が退社したことから、同社は新体制下での新作アニメを検討。出資者を募りやすいとの見通しのもと、創業作品である『王立宇宙軍』に「ケリをつける必要がある」という名分を設け、同作の続編アニメ映画として企画されたものである。
舞台は『王立宇宙軍』の50年後とし、ストーリー上の直接の繋がりや共通するキャラクターは登場しない。企画当初は原作・脚本を山賀博之、監督を庵野秀明が務めることとし、絵コンテおよび原画作業に着手したが、作品構想を完全に実現するために必要な数十億円の制作資金を確保できるめどが立たず、ガイナックス自体の経営も厳しかったことから作業は中断され、企画は凍結された。
この直後、庵野が構想していたテレビアニメシリーズ『新世紀エヴァンゲリオン』の企画が具体化したため、『蒼きウル』制作のために集められたスタッフのほとんどがスライドすることになった。
のち、1997年になって企画が再開されたが、庵野が監督を辞退したため、代わりに山賀が監督を務める形で企画された。しかし、1998年にCD-ROMによるデータ集「蒼きウル 凍結資料集」、2000年にPCゲーム『蒼きウル コンバットフライトシミュレータ プレーン&ミッションモジュール』シリーズが発売されるにとどまり、作品の制作は行われなかった。

### 2010年代
ガイナックスでは、制作陣の主軸だった庵野秀明が2007年に退社したのちの主力として、テレビアニメシリーズ『天元突破グレンラガン』や『パンティ&ストッキングwithガーターベルト』などを制作した大塚雅彦や今石洋之ら主要スタッフが2011年以降、相次いで退社する中、同社は2013年の「東京国際アニメフェア2013」で突如イメージポスターを公開し、製作再開を発表した。
ガイナックスは同年9月、『蒼きウル』公式Facebookを開設して2014年のパイロットフィルム公開を告知。2018年の本作品世界同時公開をめざし、シンガポールに設立する有限責任事業組合の新法人「Uru in Blue LLP」を制作主体にすると発表して作業開始をうたったが、まもなくパイロットフィルムの公開時期を2015年春に延期する告知をした以外、具体的な動きはなかった。
2016年には、カラーが、貸付金1億円の支払いを求めてガイナックスを提訴したことをきっかけに、同社の年商が2011年の10分の1にまで激減し、厳しい経営状態に陥っている実情が明らかになった。山賀博之は翌2017年6月の同裁判終結後、ガイナックス代表取締役名で出した謝罪文の中で、同月から『蒼きウル』の制作を開始していると言明したが、その後の進捗状況や公開の見通しに関するガイナックスからの具体的な公表はなかった。

#### 制作主体の交代
木下グループ傘下に入った元子会社の株式会社ガイナ（旧・福島ガイナックス）は2018年9月7日、ガイナックスに代わって本作の制作を手がけることを公式ホームページのニュースリリースで明らかにした。この中で同社は、ガイナックス企画時と同様に監督を山賀博之、キャラクターデザインを貞本義行とし、2022年までに全世界公開を行うとした。同時期には山賀が大徳寺真珠庵の「襖絵プロジェクト」にイメージボードとなる襖絵「かろうじて生きている」を発表している。これについてガイナックスは自社公式Twitterにおいて、ガイナの子会社福島ガイナ名義の告知ツイートに対する武田康廣のリツイートと、ガイナの発表を伝える記事掲載を告知したネットメディア・ナタリーのツイートを共にコメントなしでリツイートした以外、一切反応しなかった。
しかし、2019年にこの制作発表は、ガイナックスが過去の制作資料をガイナに無断で売却していたために起きたことが、庵野の証言で判明しており、ガイナックス時代の資料散逸を危惧したカラーがそれらを取り戻し、アニメ特撮アーカイブ機構の管理下に置いたことが判明。さらに2021年1月27日には、この売却取引を詐害行為として取消を求める訴訟を起こしていることが、当作品の商標審決から確認できる。

## スタッフ
- 監督・脚本 - 山賀博之
- キャラクターデザイン - 貞本義行
- メカニックデザイン - 貞本義行・大友克洋・士郎正宗・御厨さと美・横山宏・宮武一貴・小林誠[19]

### 過去に予定されていたスタッフ
1992年12月時点
- エグゼクティブプロデューサー・原作・脚本 - 山賀博之
- プロデューサー - 武田康廣、猪股一彦
- 監督 - 庵野秀明
- 副監督 - もりたけし、増尾昭一、鶴田謙二
- キャラクターデザイン・総作画監督 - 貞本義行
- メカデザイン - 士郎正宗、宮武一貴
- 作画監督 - 鶴巻和哉、今掛勇、本田雄
- 美術監督 - 菊池正典、佐々木洋
- 制作 - GAINAX

1997年時点
- エクゼグティブプロデューサー・原作・脚本・監督 - 山賀博之
- プロデューサー - 武田康廣、山賀博之
- キャラクターデザイン - 貞本義行
- メカデザイン - 士郎正宗、宮武一貴

## 関連作品
- 蒼きウル コンバットフライトシミュレータ プレーン&ミッションモジュール 
  - Microsoft Flight Simulator用のアドイン